# 亨利三世 (法兰西)
亨利三世（法語：Henri III，1551年9月19日—1589年8月2日）本名亞歷山大·愛德華（Alexandre Édouard），是法国瓦卢瓦王朝国王（1574年—1589年在位）及波兰国王兼立陶宛大公（1573年—1575年在位）。亨利三世生于枫丹白露，為亨利二世第四子，母为凱薩琳·德·麥第奇。

## 生平

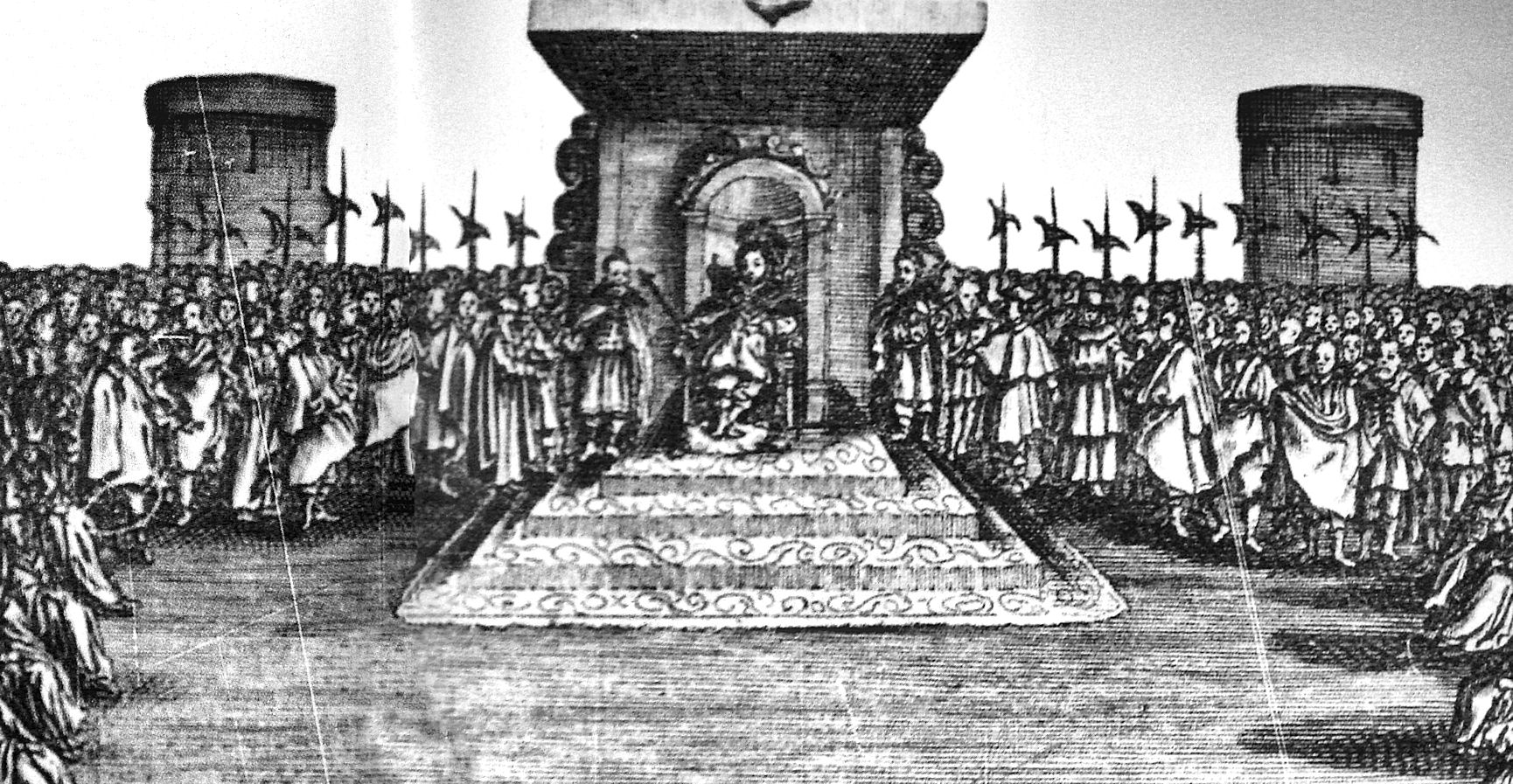
波蘭王位上的亨里克五世，在波蘭立陶宛聯邦眾議院前，貴族們被戟兵包圍，1574 年

### 波蘭國王和立陶宛大公

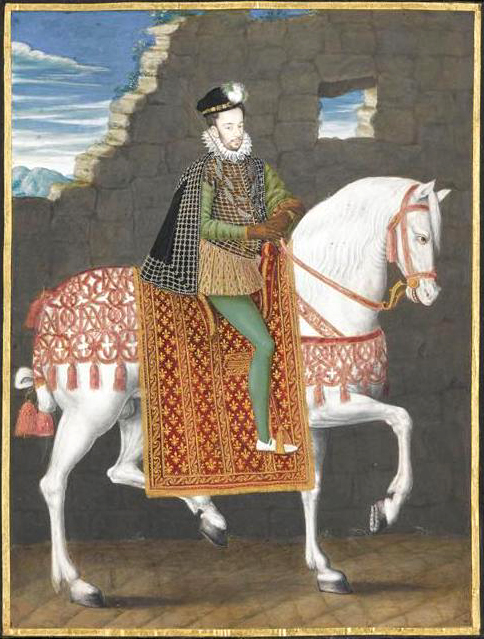
亨里克五世騎馬圖

1560年到1574年亨利三世作為奥尔良公爵；1566年又受封为安茹公爵。1573年哈布斯堡家族的影響下获选为波蘭国王和立陶宛大公稱為亨里克五世，但他只在波兰待了6个月；在1574年其兄查理九世去世後，不受波蘭貴族歡迎的他,逃回法国即位为法国国王。

### 法國國王
回国即位前，新教胡格諾派與舊教（天主教）就已經水火不容。亨利三世曾在1572年的圣巴托洛缪惨案中扮演过主要角色，但在1572年到1573年統率舊教聯軍進攻西南方的新教勢力時，卻未能攻下以拉羅歇爾為首的新教重鎮，使得王室聲望再度下挫。
1574年即位後，法国宗教战争在他统治时期达到白热化状态。亨利三世一开始采取中立於新教與舊教的政策，並提升了君主專制，但很快地，1575年到1576年出現反抗君主專制的「怨言派」（由法國天主教溫和派聯合胡格諾派，公推國王之弟阿朗松公爵─法蘭索瓦為名義領袖，實際主導者為蒙莫朗西家族），亨利採取行動鎮壓、逮捕怨言派，但當發現吉斯公爵亨利的勢力崛起後，他發布「大親王和約」（給予新教徒部分特權）暫時化解（或延後）了新舊教的對立。但吉斯公爵組成了舊教激進派的神聖聯盟，一時間聲勢浩大，亨利於是在1577年取消胡格諾派的一些特权，但舊教的神聖聯盟也被解散，部分提升了衰落的王權，並使法國得到七年的安定期與勢力平衡，相當高的政治手腕，說明他精通權術。
然而，1584年亨利三世的弟弟和继承人、安茹和阿朗松公爵法蘭索瓦去世，使其妹夫、胡格諾派首领，纳瓦拉国王亨利成为王位的法定继承人，而亨利三世有意承認。舊教信徒担心形势将对他们不利，于是在首领吉斯的亨利领导下反对纳瓦拉的亨利（又稱纳瓦拉的恩里克）與亨利三世，引发所谓三亨利之战（1585-1589年，有的說法是1584-1593年；三亨利指：亨利三世、吉斯的亨利、納瓦拉的亨利）。
1585年，亨利三世在羅馬教皇與吉斯家族重組的神聖聯盟壓力下（背後有西班牙國王费利佩二世的大力支持），下令剝奪纳瓦拉的亨利的王位繼承權，以及1577年給予胡格諾派的剩餘特權，引來纳瓦拉的亨利率領胡格諾派信徒的大規模事變。吉斯的亨利率軍在法國北部屢建戰功、廣得民心，支持者更在三級會議上主張吉斯的亨利有卡佩王朝的血統，應該立為國王。
1588年5月12日，吉斯的亨利不顾亨利三世的禁令，公然率眾进入巴黎，市民主動在街上架起街垒反抗國王、擁護吉斯的亨利，这天史称街壘日。亨利三世被迫逃往沙特尔，在其母的建議與調停下，亨利三世發布詔書接受了神聖聯盟的大部分要求──讓波旁家族中信仰天主教的查理樞機为王位繼承人、赦免吉斯的亨利並任命其為大元帥。

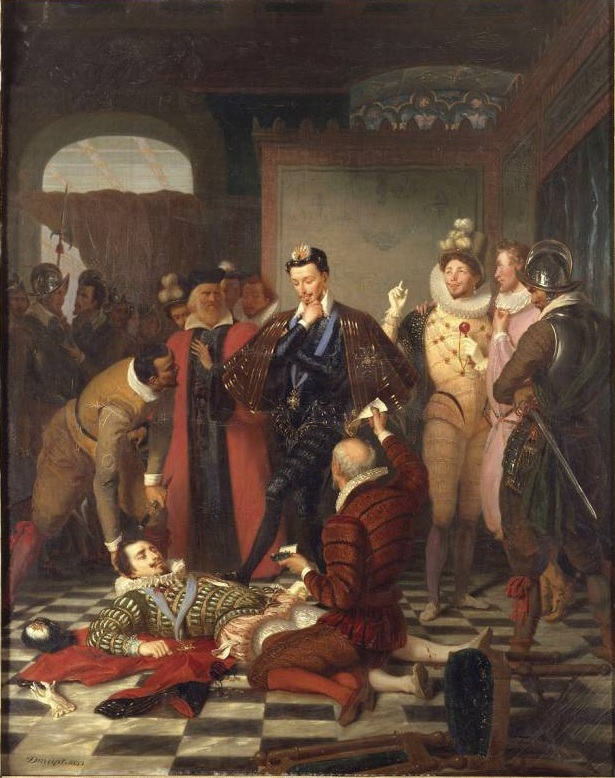
1588年吉斯的亨利被亨利三世刺殺

同年12月23日，吉斯的亨利与其弟吉斯樞機在一次与亨利三世鸿门宴性质的会晤中，同被亨利三世派遣武士刺殺身亡，國王還同時囚禁了吉斯的亨利之子。
吉斯家族在巴黎拥立吉斯的亨利之弟馬耶那為族長與大元帥。馬耶那在巴黎議會的支持下，宣布廢黜國王亨利三世，改立波旁家族中知名僧侶查理樞機为王，称“查理十世”，其實只是傀儡君主，馬耶那則自立為攝政王。亨利三世只好与納瓦拉的亨利联合，一同进攻巴黎。

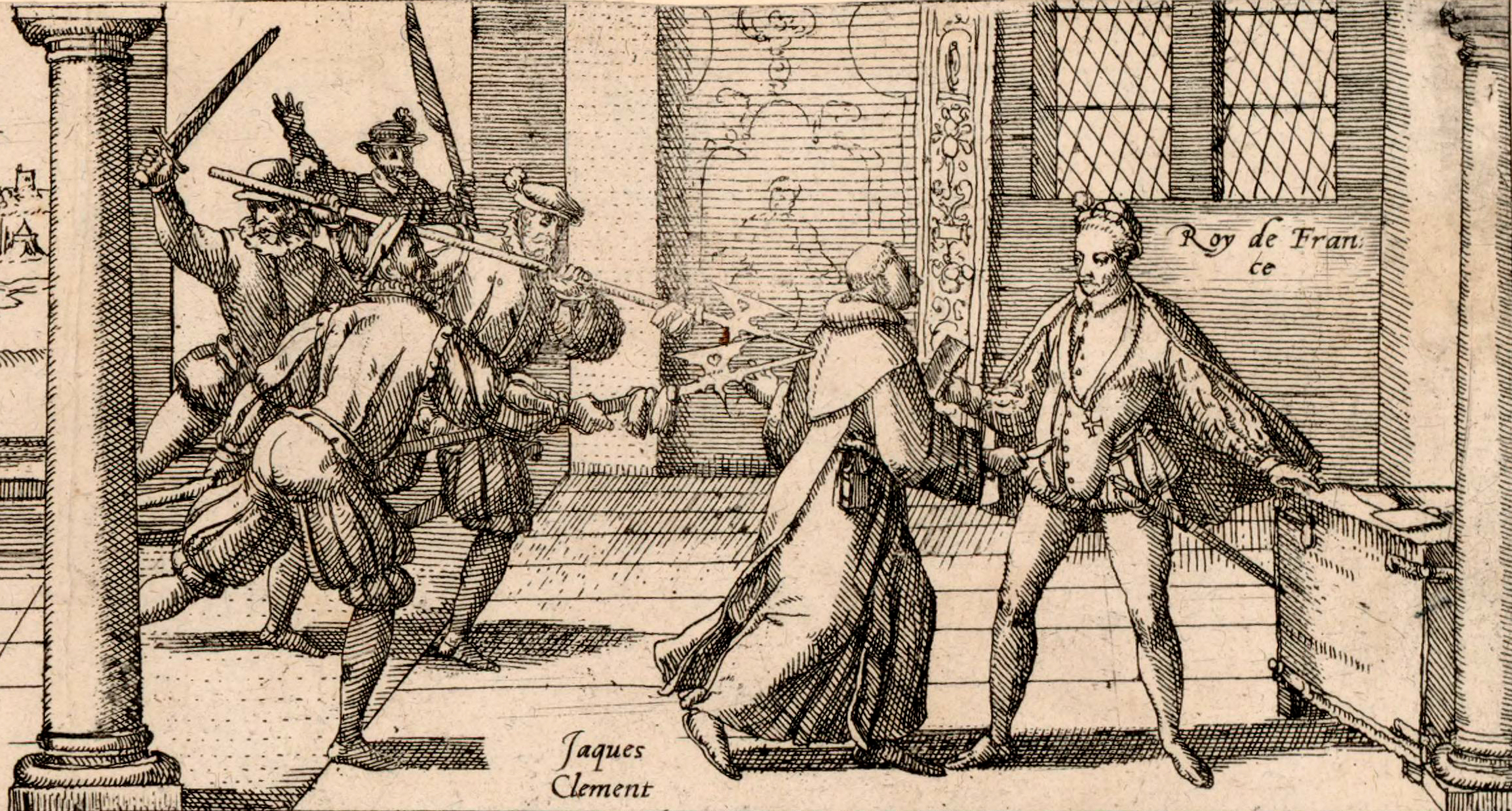
天主教激進者雅克·克列孟修士刺殺了國王亨利三世

1589年8月，亨利三世屯兵巴黎西南郊，在聖克盧被一名道明會修士雅克·克列孟刺殺。臨死時，他指定把王位傳給納瓦拉國王恩里克三世，即稍後的法王亨利四世。

## 品行與爭議
亨利三世具備他兩位哥哥所缺乏的許多王者品質——舉止優雅、智慧敏銳、寫作與演說的天份、對藝術的鑑賞力，以及虔誠的天主教信仰與戰場上的勇氣（雖缺乏高明的軍事才能），因此是母后凯瑟琳·德·美第奇最寵愛的兒子。他平时穿着朴素，经常装扮成苦行僧、殉道者，博取天主教徒的支持，但他揮霍濫賞的派頭，以及私生活引起的大量爭議，促成後來的群眾不滿。當時人認為他喜歡穿著女裝，是一個異裝癖者，上述問題加上他廣為人知的同性恋傾向，使他在統治中期（1580年代初）就遭到公眾的非議與攻擊，給予兩大反對派——吉斯派與波旁派，掀起三亨利之战（1585-1589年）的理想藉口。不過事實上，亨利三世時常獵豔，四處追求美女，還有許多公開的情婦，因此許多歷史學家質疑「被傳為同性戀」一事，是由反對他的吉斯家族與波旁家族所中傷的結果，且恰好他沒有子女，讓法國人更加深信他是同性戀。